# Louis Willibrod Antoine de Baillet de Latour
Louis Willibrod Antoine de Baillet de Latour, né le 12 février 1753 en la paroisse de Latour (Pays-Bas autrichiens, duché de Luxembourg), mort le 1er septembre 1836 à Bruxelles, est un général du Saint-Empire puis de l’Empire français.

## Famille
Fils de Jean Baptiste Alexandre Antoine, comte de Baillet et de Latour et de Marie Françoise comtesse de Rosière.

## Carrière
Il fait une première carrière dans les armées impériales du Saint-Empire, combattant au régiment n°14 de Salm pendant la Guerre de Succession de Bavière. Plus tard il est blessé alors qu'il commande l'artillerie de corps du comte de Clerfayt. Il commande l'avant garde de son frère lors de la bataille de Biberach. Il est présent à la première bataille de Zurich. Il est vaincu par Moreau à la bataille de Hohenlinden. Il se marie après la Paix de Lunéville.
Il reprend du service lors de la Troisième Coalition où il commande une division sous les ordres de Karl Mack et doit mettre bas les armes lors de la bataille d'Ulm alors qu'il commande une division dans le corps d'armée de Franz von Werneck. Prisonnier d'honneur il se retire à Vienne. Il devient gouverneur de Styrie et de Carinthie, vice président de la cour militaire impériale.
Il répond à l'appel de Napoléon en 1810 qui propose une réintégration des personnes des territoires conquis. Il démissionne de l'armée impériale du Saint-Empire pour celle de France. Devenu général de division, il crée trois régiments pour la Grande Armée et sert pendant la campagne de Russie. Il est gouverneur d'Elbing.
Il démissionne après l'abdication de Napoléon et en 1824 il reçoit des lettres patentes de Guillaume Ier des Pays-Bas.

## Nominations
- 1er mars 1773 : Capitaine.
- 2 février 1788 : Colonel du régiment de Salin-Infanterie.
- 1er janvier 1793 : Général major.
- 6 mars 1811 : Général de division.
- Décembre 1812 : Général de division - officier attaché à l'état-major général du 1er Corps - Grande Armée.

## Sources
- General Guillaume, "Louis-Willebrod-Antoine comte DE BAILLET-LATOUR" in Biographie Nationale de Belgique, vol. 1, kol. 647-648.
- biographie n'étant pas en français